# Marcisław
Marcisław – notowane w Polsce od 1374 roku imię męskie powstałe poprzez dodanie do imienia Marcin, typowej dla imion słowiańskich, cząstki -sław.
Marcisław imieniny obchodzi 7 grudnia.